# アイ・ベット・ユー・ルック・グッド・オン・ザ・ダンスフロア
「アイ・ベット・ユー・ルック・グッド・オン・ザ・ダンスフロア」（I Bet You Look Good on the Dancefloor）は、2005年10月14日に発売されたアークティック・モンキーズの1枚目のシングル。発売元はDomino Recording Company。

## 解説
Arctic Monkeysのデビューシングルで、アルバム「Whatever People Say I Am, That's What I'm Not」の先行シングル。1枚目のシングルにもかかわらず全英チャート1位を記録した。バンドが出演した2012年のロンドン・オリンピックの開会式では、The Beatlesの「Come Together」のカバーと共にこの楽曲が演奏された。2006年のNME Awardsでは「最優秀トラック」を受賞。またNME誌は2014年に「The 500 Greatest Songs Of All Time」でこの楽曲を7位に選出している。
ミュージック・ビデオ用のバージョンが本レコーディング前に作られており、この楽曲のアルバムレコーディング中にMTVでミュージック・ビデオが流れていたという。
2011年に行われたNMEのインタビューでAlex Turnerは「今はこの楽曲を演奏するのは一番楽しい。一時どこかでこの曲とおそらく仲たがいしたんだけどね。でもどの楽曲でも仲たがいする。ライブでこの曲を演奏しないのが想像できないし、今じゃセットリストでこの曲が回ってきたとき、本当になんというか…楽しいんだ。オレたちはみんなこの曲を本当に楽しく演奏してるよ」。

## 収録曲

### CD
全作詞：Alex Turner / 作曲：Arctic Monkeys
1. I Bet You Look Good On The Dancefloor [2:54]
2. Bigger Boys And Stolen Sweethearts [2:56]
3. Chun Li's Spinning Bird Kick [4:38]
  - 第49回グラミー賞で「最優秀ロック・インストゥルメンタル・パフォーマンス」にノミネートされた[12]。

### アナログ盤 (7inch)
[SIDE-A]
1. I Bet You Look Good On The Dancefloor [2:54]

[SIDE-B]
1. Bigger Boys And Stolen Sweethearts [2:56]

### アナログ盤 (10inch)
[SIDE-A]
1. I Bet You Look Good On The Dancefloor [2:54]

[SIDE-B]
1. Bigger Boys And Stolen Sweethearts [2:56]
2. Chun Li's Spinning Bird Kick [4:38]

## クレジット
- Arctic Monkeys
  - Alex Turner：Vocals, Guitar
  - Jamie Cook：Guitar
  - Andy Nicholson：Bass
  - Matt Helders：Drums

I Bet You Look Good On The Dancefloor
- Produced by Jim Abbiss
- Recorded at The Chapel Studio

Bigger Boys And Stolen Sweethearts, Lincolnshire
- Produced by James Ford, Mike Crossey
- Recorded at The Motor Museum, Liverpool

Chun Li's Spinning Bird Kick
- Produced by Alan Smyth
- Recorded at 2 Fly Studio, Sheffield